# 阮以臨
阮以臨（16世紀—17世紀），字榮所，號象原，南直隸安慶府懷寧縣人，明朝政治人物。

## 生平
阮以臨年幼由母親養育，母親去世後除夕總會在其墓旁露宿，亦把家產讓給弟弟，是萬曆十六年（1588年）戊子科應天鄉試舉人，三十五年（1607年）授普寧知縣，當時人民苦於盜賊，他抓拿對方首領正法，境內得以安寧，又代理新會縣事，陞欽州知州。他少負豪傑志向，陝甘總督葉夢熊曾疏薦共同征戰寧夏，他卻因為母親年老力辭，在欽州時亦有經略邊境之志，不久他去世，入祀鄉賢祠。

## 引用
1. 1 2  民國《懷寧縣志·卷十八·仕業》：阮以臨，字榮所，幼孤奉母教惟勤，母歿每除夕必墓宿，推弟千金產無吝色，萬厯戊子舉人，授廣東普寧知縣，又攝新會篆，所至有惠政，轉欽州知州，以臨少負豪傑，概以軍旅自任，總督葉夢熊征寧夏疏薦偕往，以母老力辭不赴，及在欽州，欽與交阯鄰，以臨撫伏波銅柱，慨然有經略邊徼之志，未幾卒，祀鄉賢。
2. ↑  道光《廣東通志·卷二百五十一·宦績錄二十一》：阮以臨，字象原，桐城人，授普寧令，時民苦盗，以臨緝其渠魁置諸法，境內乂安，升知欽州。